# پارک ملی سون
پارک ملی سون (به فرانسوی: Parc national des Cévennes) یک منطقهٔ مسکونی در فرانسه است که در فلراک واقع شده‌است.

## خواهرخوانده
شهرهای Saguenay Fjord National Park و Montseny Natural Park خواهرخوانده‌های پارک ملی سون هستند.